# Дороги вільного ринку
Дороги вільного ринку — це ідея про те, що для суспільства можливо і бажано мати повністю приватні дороги.
Дороги та інфраструктура вільного ринку зазвичай пропагуються анархо-капіталістичними працями, зокрема «За нову свободу» Мюррея Ротбарда, "Ринок свободи " Морріса та Лінди Таннехілл, "Машини свободи " Девіда Д. Фрідмана та Девіда Т. Добровільне місто Бейто.

## Аргументи за вільні ринкові дороги

### «На приватних дорогах не може бути безкоштовних пасажирів, що зменшує затори»
Такі прихильники, як Мюррей Ротбард називали проблему безкоштовних водіїв причиною приватизації доріг: оскільки затори є результатом надмірного попиту на транспортну інфраструктуру, це можна розглядати як будь-який інший економічний недолік — у цьому випадку, брак доріг, смуг, виїздів або іншої інфраструктури. Розглядаючи механізм ціноутворення вільного ринку як більш ефективний засіб задоволення попиту, ніж державне планування (див. Проблему економічного розрахунку), Пітер Самуель у своїй книзі «Погіршення автомагістралей: аргументація приватизації автомагістралей» порівнює американські пробки та радянські продуктові магазини. рядки:
«У Росії крах комунізму був уособленням постійного дефіциту в магазинах. Порожні полиці в супермаркетах і універмагах, а клієнти в чергах, щотижня витрачають години, стали причиною збою системи, а також джерелом величезного особистого розчарування, навіть гніву. Комунізм зазнав поразки, оскільки ціни не були гнучкими, щоб відповідати попиту та пропозиції; тому що магазини були бюрократією, а не бізнесом; і тому, що доходи надходили в центральну скарбницю і не сприяли збільшенню потужності та покращенню послуг. Ми, у нібито капіталістичній Америці, страждаємо від комунізму — безцінної послуги, яку надає монополістична бюрократія, яка не реагує на них — на більшості наших автомагістралей. Нашим проявом дефіциту, нашим еквівалентом російських черг у магазинах, є щоденні резервні копії на магістралях. Немає ціни на подорожі в годину пік, щоб очистити ринок. Немає потоку доходів безпосередньо від користувачів доріг до менеджерів доріг, щоб забезпечити стимули або для управління існуючою пропускною здатністю для отримання максимальної переваги для споживачів, або для пристосування пропускної здатності до попиту».
Однак недостатня конкуренція між приватними дорогами може призвести до олігополії або навіть монопольного ціноутворення, що призводить до підвищення плати за проїзд і зниження будівельних можливостей. Це призводить до підвищення витрат для споживачів, але не до зменшення заторів.

### «Приватизація сприятиме кращому управлінню інфраструктурою»
Б. Х. Мейєр заявив: «Очевидно, що рух шлагбауму призвело до загального покращення доріг». У книзі Street Smart стверджується, що Бразилія заощадила 20 відсотків, а Колумбія — 50 відсотків завдяки зусиллям передати обслуговування доріг приватному сектору. 

### «На дорогах вільного ринку буде менше злочинності»
Брюс Л. Бенсон стверджує, що коли дороги перебувають у приватній власності, місцеві жителі зможуть краще запобігти злочинам, користуючись своїм правом вимагати зловмисників піти. Він зауважує, що проспекти в приватних місцях Сент-Луїса мають нижчий рівень злочинності, ніж прилеглі громадські вулиці. Market for Liberty також стверджує, що приватні дороги будуть краще охоронятися, оскільки власники зосереджуються на серйозних злочинах, а не на правопорушеннях без жертв:
|  | Приватна корпорація, яка володіла б вулицями, намагалася б утримувати свої вулиці вільними від п’яниць, хуліганів та будь-яких інших подібних неприємних загроз, найнявши для цього приватних охоронців, якщо це необхідно. Він може навіть рекламувати: «Вулиці Thru-Way Corporation гарантовано безпечні в будь-яку годину дня і ночі. Жінки можуть йти самі з абсолютною впевненістю нашими вулицями». Злочинцю, якому заборонено ходити на будь-яку вулицю міста, оскільки всі вуличні корпорації знали про його погану репутацію, було б важко навіть кудись дістатися, щоб скоїти злочин. З іншого боку, приватні вуличні компанії не будуть зацікавлені в регулюванні одягу, «моралі», звичок чи способу життя людей, які користуються їхніми вулицями. Наприклад, вони не хотіли б відганяти клієнтів шляхом арештів або знущань над хіпі, дівчатами в прозорих блузках чи купальниках топлес або будь-яким іншим неагресивним відхиленням від ціннісних стандартів більшості. Все, що вони просять, це те, щоб кожен клієнт платив свою копійку на день і утримувався від застосування сили, перешкоджання руху та відганення інших клієнтів. Крім цього, його спосіб життя та моральний кодекс їх не цікавили б; вони ставилися б до нього ввічливо і домагалися його бізнесу. |

Щодо цього аргументу існує зауваження про можливу дискримінацію споживачів, яка може бути ігнорована. Якщо більшість людей відчувають неприязнь до деякої групи людей та не бажають ділити дорогу з ними, компанії можуть знайти економічні переваги у дискримінації проти цієї групи людей.

### «Вільні ринкові дороги стимулюватимуть малий бізнес»
Мутуаліст Кевін Карсон стверджує, що транспорт є природним недоліком масштабу . Він каже, що вартість транспортування зростає непропорційно розміру фірми; він вважає, що на вільному ринку існували б жорсткі верхні обмеження розміру та влади корпорацій, а малий бізнес мав би природні переваги. Він продовжує, стверджуючи, що державні субсидії на транспорт, однак, роблять великі централізовані корпорації штучно прибутковими, сприяючи корпоративному домінуванню в економіці.

## Аргументи проти вільних ринкових доріг

### «Дороги часто є природною монополією»
У багатьох частинах світу моделі землекористування призводять до того, що паралельне будівництво двох чи більше автомагістралей є неможливим, що робить автомагістралі природною монополією. Крогер стверджує: «Це призведе до неймовірно неефективного використання земельних ресурсів». Коли є лише одна магістраль, що з'єднує пункти А і Б, головна перевага приватизації — конкуренція — зникає. За відсутності регулювання приватна автомагістраль може стягувати непомірну монопольну ціну, що призведе до величезної норми прибутку та небагато переваг для водіїв. Початкова плата за франшизу (у випадку франчайзингових державних доріг) та/або економія державних капітальних витрат може компенсувати отриманий монопольний прибуток у вигляді суспільних витрат, але існують проблеми з розподілом, оскільки дохід розподіляється по всьому регіону в той час як тягар лягає на невелику частину населення цього регіону, яка насправді потребує користування дорогою. Крім того, важко передбачити довгострокову поточну вартість дороги. Наприклад, 407 ETR (швидка платна автомагістраль поблизу Торонто, спочатку побудована за державні кошти) була орендована за три мільярди канадських доларів, а згодом оцінена майже в десять мільярдів канадських доларів. Хоча альтернативні місцеві дороги та інші види транспорту можуть створити певну конкуренцію, це часто непрактично, особливо для товарів.
Контраргументом є те, що хоча єдина магістраль, що з'єднує А з В, може не мати жодної іншої конкуренції з іншими магістралями, вона все одно повинна конкурувати з потягами, літаками та іншими дорогами.

### «Трансакційні витрати можуть переважити вигоди»
Як і з будь-якою транзакцією, існують трансакційні витрати, пов'язані зі стягненням плати за в'їзд на дороги. До них належать явні витрати, як-от будівництво пунктів збору плати, оплата охорони та іншого пов'язаного персоналу, а також неявні витрати, як-от час очікування та витрати на розумову обробку. Особливо для невеликих доріг ці трансакційні витрати зробили б приватизацію небажаною, оскільки навряд чи вигоди переважать можливі витрати.